# Kazuyuki Sogabe
Kazuyuki Sogabe (曽我部 和恭, Sogabe Kazuyuki), né le 16 avril 1948 dans la préfecture de Chiba et mort le 17 septembre 2006, est un seiyū. Il a arrêté de travailler le 31 décembre 2000 à cause de problèmes de voix. Plusieurs de ses rôles sont allés à d'autres seiyū comme Tetsu Inada et Ryotaro Okiayu. Il est mort le 17 septembre 2006 des suites d'un cancer de l'œsophage. Il avait 58 ans.

## Rôles

### Animation
- Tousho Daimos : Yuzuki Kyoshiro
- Dragon Ball Z : Kaio Shin du Sud
- Dragon Ball GT : Saga/Grand Pope Arès, Kanon

### Films d'animation
- Dragon Ball Z : Baddack contre Freezer : Toma
- Dragon Ball Z : L'Offensive des cyborgs : C-13
- Les Guerriers d'Abel : Saga

### Jeux vidéo
- Metal Gear Solid : Psycho Mantis